# Julij 2007
Dogodki v juliju 2007.

## Arhivirane novice
| julij 2007 |
| - Finec Kimi Räikkönen s Ferrarijem je zmagal na Veliki nagradi Francije, osmi dirki Formule 1 v sezoni 2007. (RTVSLO) - Portugalska je prevzela predsedovanje Evropski uniji za naslednjo polovico leta. (RTVSLO) |